# Brownsweg
Brownsweg es un ressort en Surinam en el distrito de Brokopondo; debe su nombre a la carretera que conduce a la Montaña Brown y el parque del mismo nombre situado junto al embalse de Brokopondo. Brownsweg se construyó como un caserío donde se alojaban los trabajadores del embalse de Brokopondo, donde la mayoría son cimarrones. Cuenta con unos 2200 habitantes.

## Resumen
Brownsberg es casi plano en la parte superior, porque está cubierto por una capa de laterita que evita la erosión. La montaña está cubierta de bosques tropicales, tiene varias cascadas y está habitada por una gran variedad de animales. Se registraron 116 especies de mamíferos, incluidas ocho especies de monos, dos de las cuales son endémicas del Escudo Guayanés. Se han registrado 387 especies de aves, incluida la arpía águila (harpia harpyja), guacamaya roja (ara macao), loro de mejillas azules (amazona dufresniana), y el guacamayo olivo papamoscas lateral]] (contopus cooperi).